# 庫敦·宗哲雍仲
庫敦·宗哲雍仲（1011年－1075年），本名宗哲雍仲，又譯為庫頓·尊哲雍仲、枯敦·尊追雍仲，為印度阿底峽尊者入藏弘法時期最著名的「庫、俄、仲」三大弟子之一，藏傳佛教後弘期噶當派高僧。

## 生平
庫敦·宗哲雍仲，出生於後藏瓏雅地區，早年依主梅·楚臣炯乃出家為僧，後同俄·勒貝喜饒、哲西饒貝等人一前往中康地區，拜喇嘛賽尊為師，學習諸多經教，致力於《阿毘達磨論》的學習，成為佛教學者。學成後，庫敦·宗哲雍仲從中康區回到山南瓊結的唐波且寺，於西元1043年繼承寺權，並擔任該寺住持，成為唐波且寺首位堪布。
庫敦·宗哲雍仲任住持期間，對該寺進行擴建與說法廣納門徒，主講《般若波羅密多經》，轉《戒律論》、《因明學》之法輪，期間曾於聶塘卓瑪拉康講授《大般若經論》，前來聽聞的信眾多達千餘人眾，為噶當派創派初期大德，對噶當法脈的興盛做出了實際的弘法貢獻。
庫敦·宗哲雍仲早年拜魯梅·楚臣喜饒為師，後得知阿底峽尊者來到西藏，便前往拜師，並迎請阿底峽尊者到唐波且寺弘法。為了讓尊者能長期駐鍚在唐波且寺，庫敦·宗哲雍仲親自主持修建阿底峽尊者的起居臥室。因為庫敦的佛學基礎深厚，講經期間勤苦好學，得尊者親自教授指導，深得尊者喜愛收為親徒，成為阿底峽座下三大著名弟子之一。後追隨阿底峽尊者至扎葉巴寺，蒙尊者傳授《菩提道炬論》法要。
1075年，庫敦·宗哲雍仲於唐波且寺圓寂，時年65歲。

## 著作
- 《廣本鎮魔記》（又名《桑耶寺詳志》，亦稱《巴協》）[1][5]

- 《甘露生起朵瑪食子·兩種儀軌根本及釋論》[1]

## 師承
- 魯梅•楚臣喜饒
- 阿底峽[3][1]

## 外部連結
- 唐系道場：瓊結唐波且寺 （页面存档备份，存于）
- 巴协 又名《桑耶寺详志》 （页面存档备份，存于）
- 巴協 （页面存档备份，存于）